# 震颤病毒属
震颤病毒属（学名：Tremovirus）是微小核糖核酸病毒科下的一个属。

## 下属物种
本属包括以下物种：
- 禽腦脊髓炎病毒 Avian encephalomyelitis virus
- Tremovirus A
- Tremovirus B